# Cameron (Arizona)
Cameron – jednostka osadnicza w Stanach Zjednoczonych, w stanie Arizona, w hrabstwie Coconino.